# Feskekörka

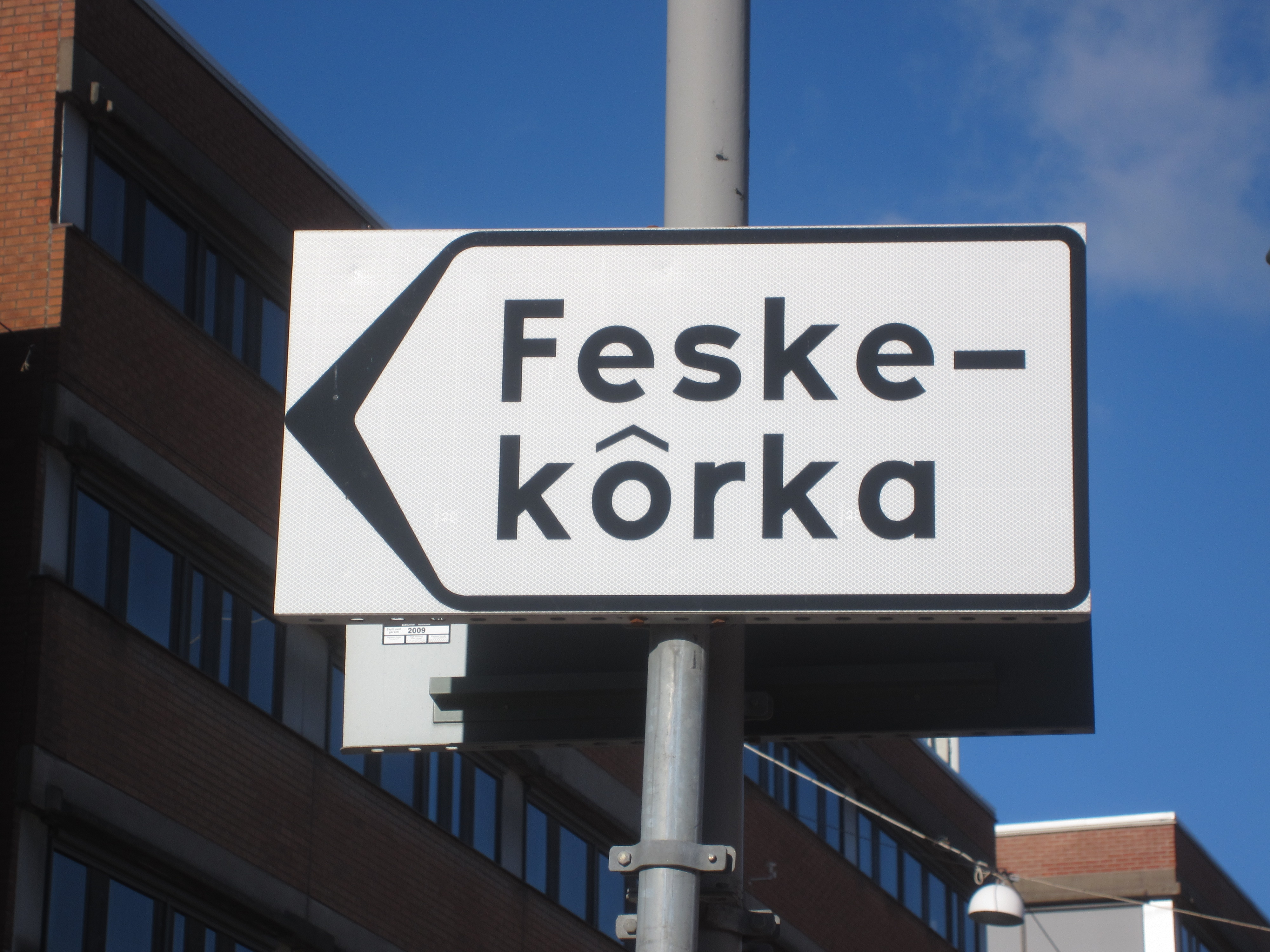
Gatuskylt i centrala Göteborg.

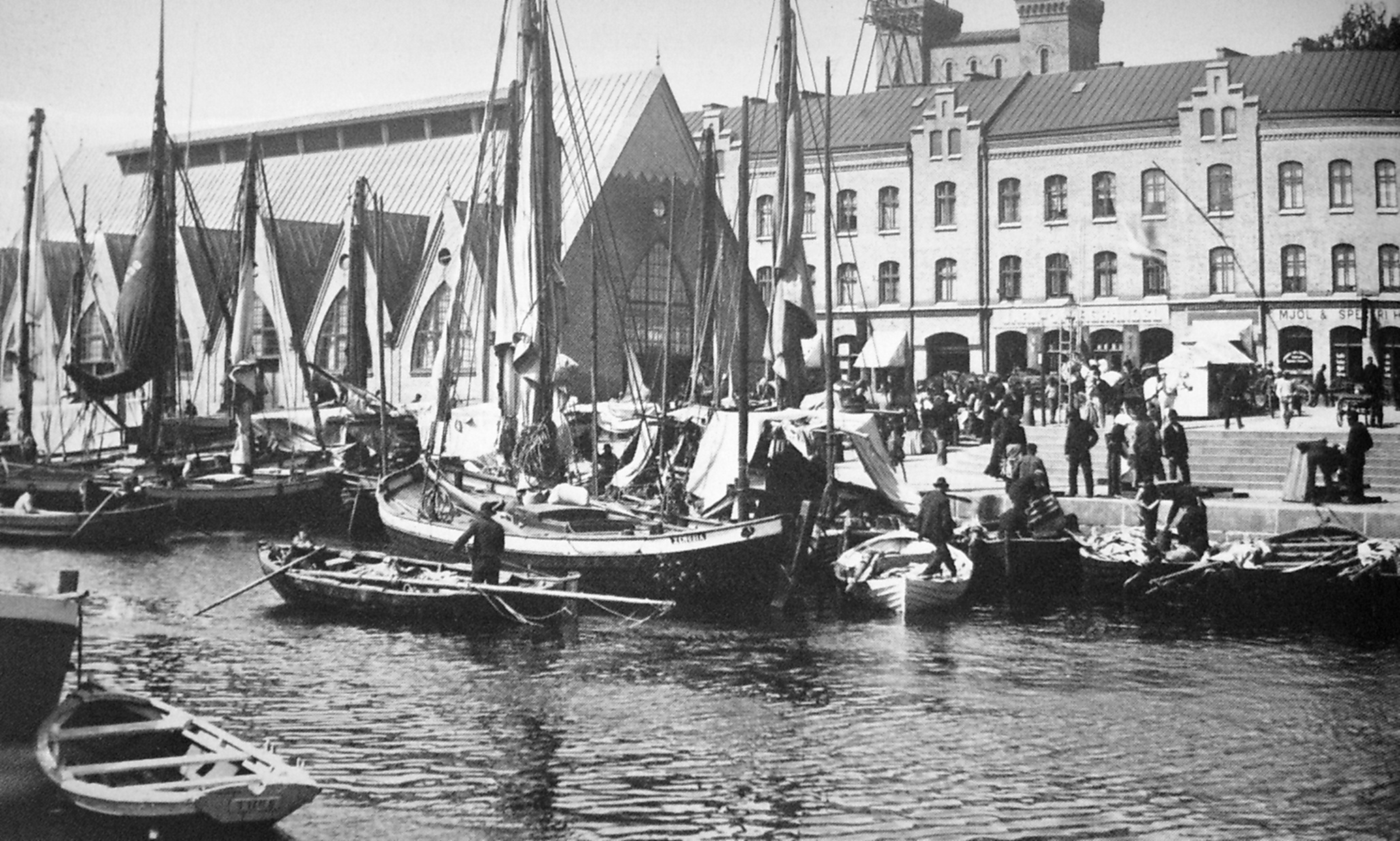
Feskekörka vid 1900-talets början.

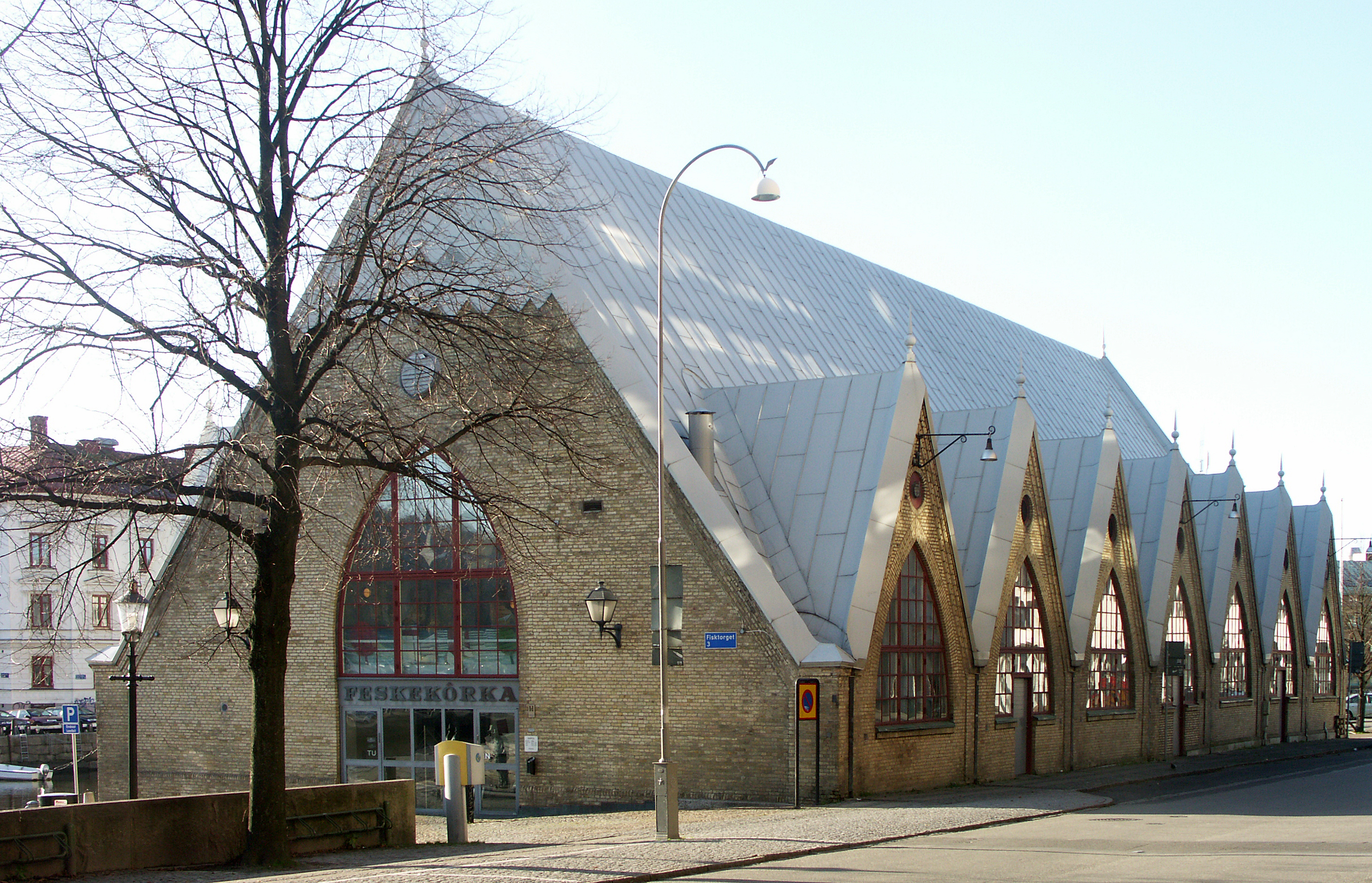
Från Rosenlundsgatan.

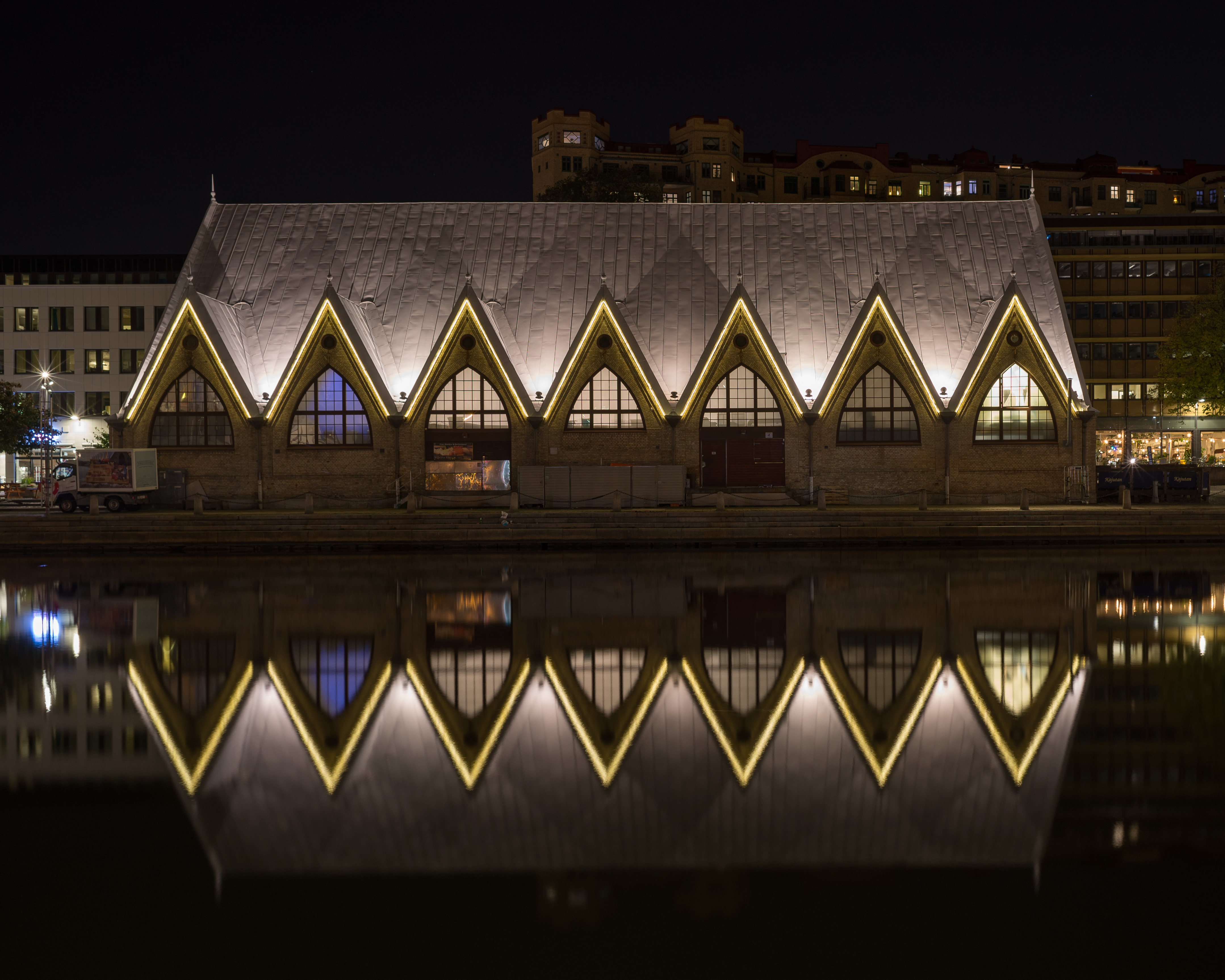
Feskekörka nattetid.

Feskekörka (motsvarande standardsvenska Fiskkyrkan och även skrivet Feskekôrka, uttal: ['feskəɕœrka]), tidigare Göteborgs stads fiskhall) är en saluhall för fisk och skaldjur i centrala Göteborg. Byggnaden är byggd på numera utfylld befästningsmark vid Fisktorget och invigdes den 1 november 1874. Det göteborgska namnet har den fått för sitt utseendes skull, som påminner om en kyrkas. Den är byggnadsminne sedan den 10 oktober 2013. Feskekörka ägs av Göteborgs stad och förvaltas av Higab. Sedan 2021 hyrs den ut till Västkustupplevelser AB som enda hyresgäst, där aktören bedriver restaurangverksamhet och egen försäljning i byggnaden.

## Historia

### Bakgrund
Den äldsta saluplatsen för fisk var vid Lilla Torget och en större flotte som låg där Fiskebryggan. År 1671 flyttades verksamheten, och flotten, till Stora Bommen och senare till Stora Hamnkanalen, vid kajerna i närheten av Stora Torget (nuvarande Gustav Adolfs Torg), först på den östra sidan och därefter på den västra sidan av Tyska Bron.
Fiskförsäljning pågick även direkt från skärgårdsfiskarnas båtar och från en stor flotte som kallades Flotten, Fiskeflotten eller bara Flåten. Sillen lämpades i stora högar på gatorna, vilket medförde en olidlig stank. Den 21 maj 1849, i samband med att Gustav Adolfs torg skulle bli paradtorg, flyttades försäljningen och flotten till Rosenlundskanalen och till platsen som också fick överta namnet Fisktorget. Hit kom fiskeflottan och förtöjde, regelbundet onsdagar och lördagar.

### Ekmans förslag
År 1870 väcktes ett förslag av J.J. Ekman, vilket togs upp i stadsfullmäktige av D.O. Francke, om en fiskhall. Renströmska utdelningsfonden skulle svara för kostnaden.
I sitt förslag skriver Ekman: "Göteborgs fisktorg och fiskförsäljning ha i flera år varit föremål för högst berättigande anmärkningar, och allmänt erkännes att ingen av stadens offentliga anstalter är mera i behof af vår fiskmarknad och vårt fisktorg."---"...denna näringsgren befinner sig uti en utveckling, som icke längre kan åtnöjas med de anstalter, staden erbjuder för densamma." Han skriver vidare: "...här säljes all saltsjöfisk död och utan något slags kontroll eller ens begrepp, om den, uti sitt om vintern ofta stelfrusna tillstånd, är veckor gammal eller nyss fångad, att bedrägerier af högst betänklig art oförsynt begås; och att fisken säljes från gatan direkt ur gatsmutsen och hästgödseln. För åstadkommande af en tidsenlig och emot Göteborgs öfvriga allmänna institutioner svarande fiskmarknad, får jag föreslå uppförandet av en fiskhall, sådan man finner den uti de flesta större städer i utlandet, där all detaljförsäljning föregår under tak, på saludiskar av sten, försedd med vattenledning for ständig sköljning och öfverspolning, med smärre bassiner till bevarande af såväl salt- som sötvattenfisk uti lefvande tillstånd, och med isreservoirer för den dödas konserverande, och i öfvrigt med iakttagande hvad i utlandet, särdeles Paris och Liverpool, finnes tillämpadt af nyare tidens uppfinningar i denna väg. I brist af lämpligare plats, får jag föreslå, att denna fiskhall uppföres på det nuvarande Fisktorget, helst av jern samt att ismagasinet, jemte lossningsplats för engroshandeln, förlägges till tomten snedt emot på andra sidan Vallgrafven, allt enligt ritningar, som nu äro under arbete." Även Hushållningssällskapet hade tidigare uttalat sig över bristerna: "...ingen stad i riket har en så illa ordnad fiskmarknad som Göteborg."

### Anslag ur Renströms fond och stadsfullmäktiges beslut om byggande
Den 7 december 1871 anslogs 75 000 kronor ur Sven Renströms fond till "uppförande å Fisktorget af en ändamålsenligt inrättad fiskhall, med lämpliga, i närheten belägna lokaler för isupplag och inpackning av fisk för vidare försändning." Förhoppningarna var att detta skulle förbättra de hygieniska förhållandena. Pengarna delades ut med en tredjedel i lika delar under april, juli och oktober 1872. En särskild beredning tillsattes för att granska och yttra sig över ritningar samt hur byggnaden skulle användas och vårdas. Dessa var: Janne Ekman, J.F. Strömberg, M.T. Warmark, P.A. Hagberg och Edvard Heyman Jr. Beredningen tvivlade först på att Fisktorget var den bästa platsen för en fiskhall, och man hemställde om ""ändring uti Stadsfullmäktiges beslut, att frågan om plats för fiskhallen, med tillhörande lokaler, gjordes beroende på vidare pröfvning, och att beredningen skulle äga att föreslå sådan plats, utan hinder af förra beslutet." Skälen till beredningens synpunkter var dels att man ansåg att platsen var för inskränkt, dels platsens läge vid Vallgraven "hvars vatten tidigt tillfryser", dels "den olägenhet och tidsutdrägt i afseende på tillförseln af fisk, som följer deraf, att båtar för att komma till Fisktorget måste passera genom två broar."

### Efter öppnandet
Initialt hade många fiskare inte råd med att hyra in sig i hallen, och kring sekelskiftet 1900 drevs fiskhandeln även längs hela kajen från Rosenlund till Hvitfeldtsplatsen. År 1923 bestämdes att sötvattenfisk och skaldjur inte fick säljas "ute i det fria", varpå fiskarna tvingades flytta in.
När så den nya Fiskhamnen anlades vid Majnabbe 1910 flyttade fiskeauktionen och mesta delen av kommersen dit, men ända fram till början av 2020-talet var Feskekörka ett betydande mål för fiskälskare. Feskekörka blev tidigt en turistattraktion där man kunde handla mat från havet och äta i de restauranger, som drevs i byggnaden av olika aktörer.
Den 24 oktober 1970 gifte sig Inger Perwald och Staffan Claesson som det första brudparet i "Feskekörka". De vigdes av Ebbe Hagard.

### Namnändring tillFeskekörkaoch stavning
Fiskhallen kom tidigt i folkmun som ett utslag av göteborgshumor att kallas fiskekyrka (feskekôrka) på grund av att arkitekturen påminde om en kyrka. I tidningar finns detta belagt redan kring 1880-talet. I dagstidningar från 1940-talet och framåt förekommer stavningarna fiskekyrka, fiskekörka, feskekyrka och feskekörka. Skrivsättet feskekörka skiljer sig från standardsvenska både fonologiskt (språkljudsmässigt) och morfologiskt (ordböjningsmässigt). I göteborgskt talspråk finns (har funnits) vokalsänkning av i till e och av y till ö, samt  feminint genus med bestämd form på ‑a som i tininga (tidningen), körka (kyrkan). Att synliggöra vokalsänkning och att låta feminina ord sluta på ‑a i bestämd form är emblematiskt språkbruk för att framhäva dialekten.
Formen på bestämda slutartikeln är nästan alltid ‑a bland dem som eftersträvar emblematiskt språkbruk, även om former på ‑n som i Feskekyrkan/Feskekörkan på senare tid har belagts på gatuskyltar, i tidningstext och i talspråk på grund av att språkänslan för feminint genus försvagas. Stavningen av de betonade vokalerna har dock växlat. På göteborgska uttalas namnet ungefär feskekörka, även om uttalet har varierat. Stavningen med e i Feske‐ dominerar bland skrivsätten som framhäver dialekten. Den stavningen vill framhäva att göteborgska har ett kort e‑ljud, som inte samma som standardsvenskans korta ä‑ljud, vare sig det senare stavas med ä (bäst) eller e (fem). Men för att ytterligare framhäva dialekten har stavas namnet ofta istället som Feskekôrka med ô, vilket lett till långvarig vacklan mellan stavningarna. Stavningen med ô behövs enligt Lars-Gunnar Andersson ej för korrekt dialektal stavning; bokstaven ô används vanligen för svenskans tionde vokal, men den korta allofonen av svenskans tionde vokal och de korta allofonerna av fonemet /ø/ (före r‑ljud och i andra ställningar) har ofta samma uttal i göteborgska språkliga varieteter.
Förutom skilda meningar om stavningen av ‑körka finns olika uppgifter om uttalet. Enligt Sven Schånberg vore Feskekjûrka ett genuinare göteborgskt uttal; Schånbergs û betecknar ett mer slutet vokalljud. Lars-Gunnar Andersson bekräftar att en sådan utveckling till ett mer slutet vokalljud har skett, vilket skulle ge ett annat uttal än i ett ord som görgött (gôrgôtt). Andersson uppger dock att det finns variation mellan ett öppnare och slutnare uttal i detta ord i göteborgsdialekten, och att Feskekörka speglar dialekten på ett rimligt sätt; att försöka återge det slutnare – enligt Schånberg genuinare – uttalet som Feskekjûrka eller dylikt vore hur som helst ogörligt, enligt Andersson.

## Byggnaden

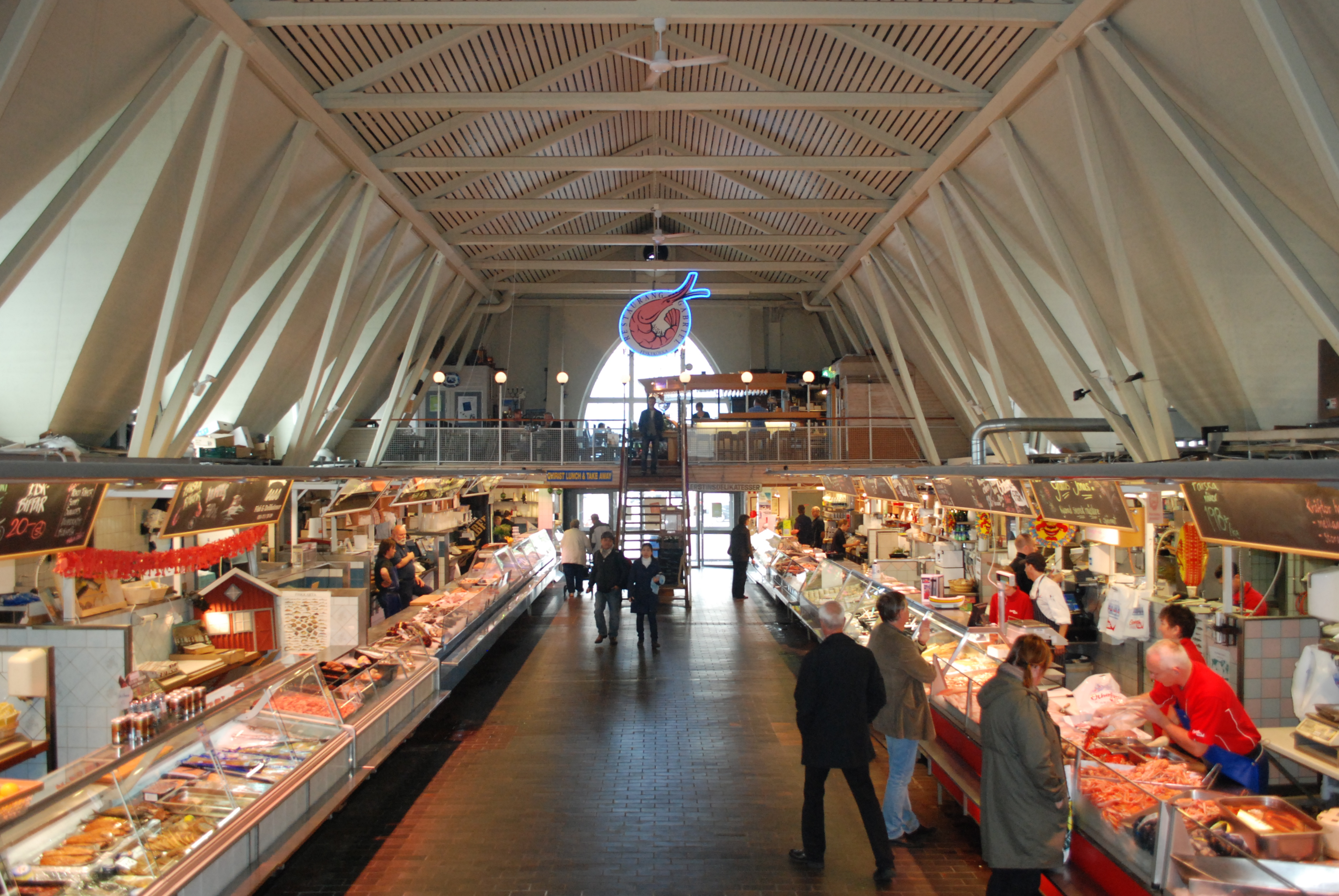
Insidan av Feskekörka innan 2019

Feskekörka kom att ritas av Göteborgs stadsarkitekt Victor von Gegerfelt och den bär drag av både norska stavkyrkor i trä och gotiska stenkyrkor. Stilen är en blandning av nationalromantik och djärvt formexperiment. Ritningen var utförd så att byggnaden till att börja med kunde uppföras med mittparti och en eller flera sidofack för 12 försäljare och därefter skulle ytterligare fack kunna byggas på båda sidor. Han föreslog att "intill dess att behofvet av en större Fiskhall gjort sig gällande, byggnaden nu måste utföras med midtelpartiet och 2:ne fack på hvardera sidan eller till en sammanlagd längd af 112 fot midt på Fisktorget." Mittpartiet med 4 fack vardera för 12 försäljare beräknades kosta 60 000 riksdaler. Ishuset av tegel med sågspånsfyllnad och plåttak skulle kosta 6 000 riksdaler. Våghuset, järnpelare med plåttak skulle kosta 2 500 riksdaler. Stängsel, staket kring is- och våghusplatsen "jemte möjlig blifvande anläggning av några kajtrappor" 6 500 riksdaler. Totalt 75 000 riksdaler.
Hallen uppfördes 1874 efter Gegerfelts stavtriangelsystem, med två olikformade tvärförband och med möjlighet att förlänga huset. I interiören ger den öppna konstruktionen med kraftigast balkar och utan sido- eller mittpelare, en unik karaktär åt rummet. Dagsljuset kom ursprungligen från de sju fönstren utmed vardera långsidan och från två stora gavelfönster. Fönstren är till stor del förbyggda eftersom fiskförsäljningen, som tidigare skedde från diskar mitt i rummet – under åren 1959–63 – flyttats till sidorna, så att en bred mittgång bildats.
Fasaderna är av gult tegel och sockeln är klädd med kalksten. Byggnaden består till största delen av ett brant sadeltak som nästan når ända ner till marken, och på vardera långsidan finns sju spetsbågiga fönster. Med denna konstruktion kunde Gegerfelt skapa ett stort öppet rum helt utan pelare. Redan när fiskhallen var ny blev den en sevärdhet i staden.

### Byggnadsminne
I motiveringen till byggnadsminnesförklaringen 2013 framgår, att "Feskekörka" är helt unik i sin utformning och en av Göteborgs främsta ikonbyggnader med ett exponerat läge vid kanalen. Att den nu förklaras som byggnadsminne innebär att fasaden skall bevaras liksom byggnadens särskilda karaktär med den öppna hallen och takets speciella konstruktion.

### Upprustning av byggnaden
Den 2 maj 2019 rapporterades det att Feskekörka var i behov av en omfattande upprustning. Detta inkluderade fasaden, grundläggningen, konstruktionen och ventilation samt system för inomhusklimat. Då Feskekôrka är byggnadsminnesförklarad behövdes det även utföras en antikvarisk förundersökning. Denna byggnadsminnesförklaring medförde även att renovationen måste utföras varsamt. Byggnaden var stängd från hösten 2020 tills det att ombyggnationen var klar.
Det var till en början oklart hur framtiden för Feskekörka skulle gestalta sig, men sedan 2021 stod det klart att Västkustupplevelser AB som enda aktör och hyresgäst kommer att driva all restaurangverksamhet samt egen försäljning i byggnaden efter renoveringen.